# Kristin Kreuk
Kristin Laura Kreuk (Vancouver, 30 de diciembre de 1982) es una actriz de cine y televisión canadiense. Debutó con el drama adolescente Edgemont y se hizo más conocida por sus papeles de Lana Lang en la serie de televisión de superhéroes Smallville (2001-2011), interpretó Catherine Chandler en la serie de ciencia ficción del canal The CW Beauty & the Beast (2012-2016) y a Joanna Hanley. en la serie dramática legal de CBC Burden of Truth (2018-2021).
También ha protagonizado películas como la película para televisión Blancanieves: la más bella de todas (2001) y las películas teatrales EuroTrip (2004) y Irvine Welsh's Ecstasy (2011).

## Biografía
Kreuk nació en Vancouver, Columbia Británica,  de Deanna Che y Peter Kreuk, dos arquitectos paisajistas. Su padre es de ascendencia checoneerlandesa; su madre es de ascendencia china, pero nació en Indonesia; su abuela materna, de ascendencia china, nació en Jamaica. Tiene una hermana llamada Justine Kreuk, cinco años más joven. Kreuk se entrenó en kárate y gimnasia a nivel nacional hasta el instituto pero lo dejó en el grado 11 debido a la escoliosis. Asistió al colegio de educación elemental Edith Cavell y al instituto en secundaria Eric Hamber en Vancouver.
Kristin Kreuk se planteó estudiar psicología, ciencias ambientales, o Medicina forense en la Universidad Simon Fraser, cuando un director de casting de la CBC para la serie de televisión Edgemont contactó con su instituto buscando una chica asiática para interpretar a la china canadiense, Laurel Yeung, rodado en Vancouver. Su profesor la convenció aunque no tenía más experiencia en la actuación que en los musicales escolares. A pesar de ello, fue elegida para el papel.

## Trayectoria profesional

### Televisión
En el año 2001 después de rodar la primera temporada de Edgemont y conseguir un agente, en el mismo año 2001, Kristin Kreuk consiguió el papel protagonista de la dulce, hermosa, guapa y encantadora princesa Blancanieves en una película para televisión titulada Snow White: The Fairest of Them All (Blancanieves, 2001) de la factoría Hallmark Entertainment. La película de Blancanieves fue dirigida por Caroline Thompson y fue rodada en Vancouver y también fue protagonizada por Miranda Richardson como la Reina Elspeth. Se emitió en ABC, y posteriormente salió a la venta en DVD en 2002. En 2003, Kristin Kreuk finalizó su papel en Edgemont. En verano de 2004, Kristin Kreuk obtuvo el papel de Tenar para las dos partes de la miniserie Legend of Earthsea del canal Syfy. Dirigida por Rob Lieberman, la miniserie se rodó en Vancouver y se emitió el 13 de diciembre de 2004.
Tras hacer Kristin Kreuk el papel protagonista de Blancanieves, la princesa de la película Blancanieves junto a Miranda Richardson en el papel de la malvada madrastra de Blancanieves, la Malvada Reina Elspeth, el agente de Kristin Kreuk envió una cinta con una audición a los guionistas Alfred Gough y Miles Millar, que en ese momento colaboraban en el casting de una serie creada para la WB Network llamada Smallville. La serie, que se rodaría en Vancouver, trata sobre la vida del joven Clark Kent antes de convertirse en Superman. Gough y Millar llamaron a Kristin Kreuk para una audición en los estudios WB de Burbank, California para el papel del primer amor de Clark Kent, Lana Lang. Tras siete temporadas, Kristin Kreuk deja Smallville a principios de 2008, cuando su personaje deja el pueblo. Vuelve como estrella invitada en cinco episodios de la octava temporada para concluir su historia.
En 2009, Kristin Kreuk firmó para varios episodios de la tercera temporada de Chuck. Interpretó a Hannah. En 2010, interpretó a la hermana de Ben Hur en la película de televisión Ben Hur, rodada en Canadá. En 2012 Kreuk vuelve a la televisión canadiense/americana, esta vez con una nueva serie de televisión para The CW, Beauty & the Beast, con el papel protagonista de Catherine Chandler, una detective de homicidios de la NYPD. La serie se filma en Toronto y fue estrenada el 11 de octubre en Canadá y Estados Unidos.
En 2018, Kreuk desempeñó el papel principal en Burden of Truth, una producción de CBC Television en la que interpreta a una "abogada de una gran ciudad que asume un caso para un grupo de niñas enfermas en su ciudad natal".  El programa se estrenó el 10 de enero de 2018.  El 5 de abril de 2018, The CW anunció que habían adquirido los derechos para transmitir el programa a partir del verano de 2018. CBC renovó Burden of Truth por un cuarta temporada. La serie concluyó en 2021 después de cuatro temporadas. 
En agosto de 2017, Kreuk prestó su voz a la princesa Shuyan en Shuyan Saga , una serie de novelas gráficas ambientada en un antiguo universo de fantasía de artes marciales chinas. También repitió su papel de Catherine Chandler de La Bella y la Bestia en Robot Chicken.

### Trabajo publicitario
Se convirtió en la modelo portavoz de Neutrogena para su nueva campaña de publicidad a nivel mundial; en su papel, Kreuk siguió los pasos de otras actrices como Jennifer Love Hewitt y Mandy Moore. En 2005, renovó su contrato con Neutrogena por otros dos años, convirtiéndose en la modelo portavoz más longeva de la compañía.

### Cine
En 2003, Kreuk apareció en su primera película, con un papel menor en Eurotrip, con Scott Mechlowicz y Michelle Trachtenberg. La película se rodó en Praga, República Checa y Matt Damon y Lucy Lawless realizaron cameos. Se estrenó el 20 de febrero de 2004.
A principios de 2005, Kreuk firmó contrato para la película independiente Partition. Interpreta a Naseem, una vulnerable joven de diecisiete años, cuyo mundo está trastornado por el trauma de la Partición de la India en 1947; se enamora del exoficial del Ejército Indio Británico Gian Singh (interpretado por Jimi Mistry). Neve Campbell también protagoniza la película. Está dirigida por Vic Sarin y coproducida entre Canadá, Sudáfrica y Reino Unido. La película se emitió en Canadá el 2 de febrero de 2007, y el DVD salió a la venta el 26 de junio del mismo año.
En verano de 2006, Kreuk protagonizó el corto, Dream Princess del artista Kaare Andrews. La película es una versión moderna del cuento de La bella durmiente.
Para el 2009 Kreuk protagonizó la película Street Fighter: The Legend of Chun-Li, interpretando al personaje Chun Li. La película recibió en general, críticas muy negativas.
A principios de 2010, Kreuk firmó contrato para la película de horror japonesa Vampire. Junto con su compañera de reparto en Smallville, Allison Mack, Kreuk es la productora ejecutiva de un corto protagonizado por Mark Hildreth llamado Blink.
Kreuk interpretara a Heather en la película de 2011 llamada Ecstasy, basada en una novela de Irvine Welsh. También interpreta a Tilda en la película de comedia de ciencia ficción Space Milkshake (2012).

### Trabajo caritativo
Junto con su amiga Kendra Voth, Kristin Kreuk creó el proyecto "Girls By Design," para ayudar a las chicas con sus esfuerzos creativos y educativos.

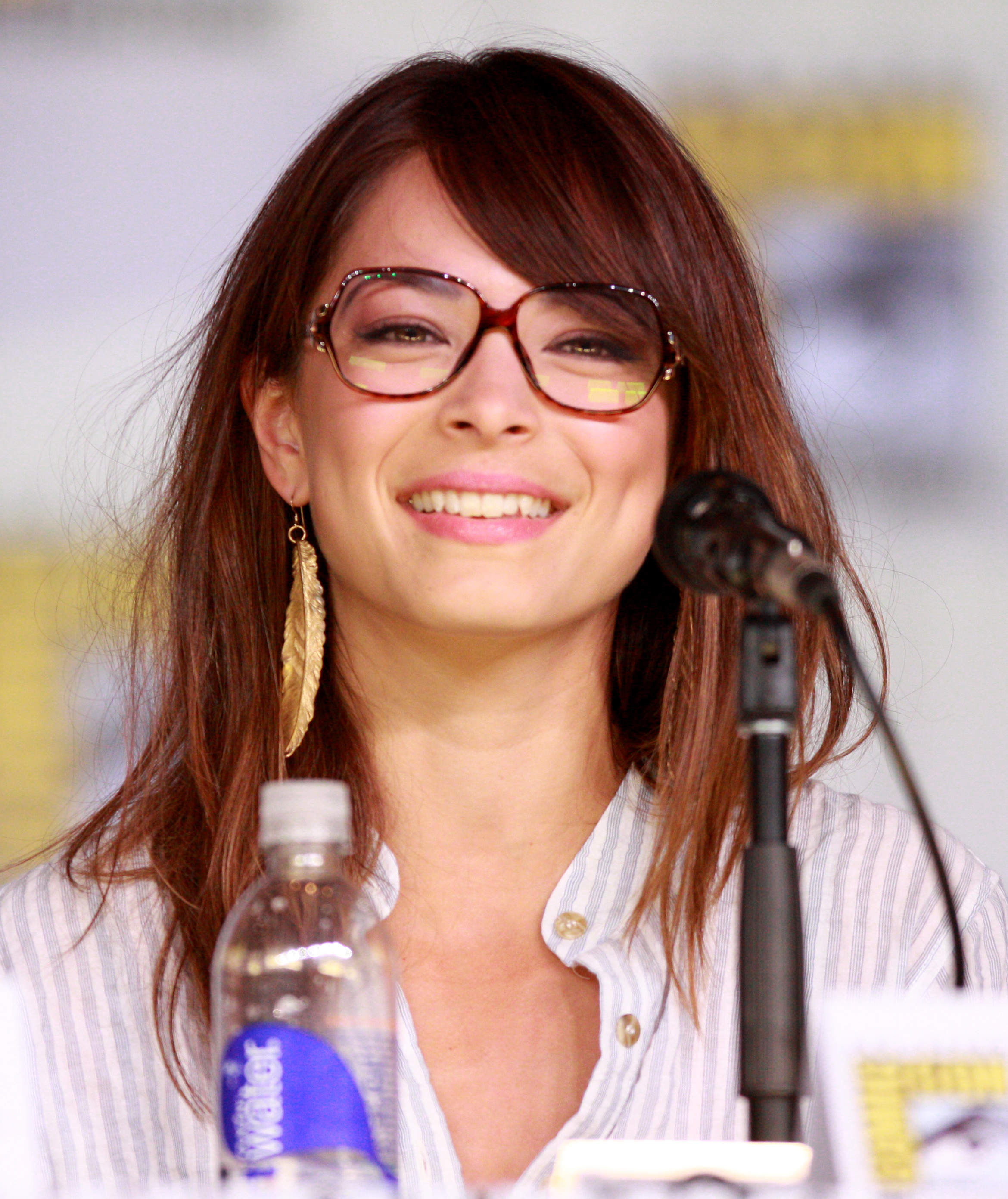
Kreuk en ComicCon 2013

Kristin Kreuk es un miembro activo de Team Power Smart, una organización dedicada a promover la energía sostenible, y un miembro de la Cruz Roja Americana.

## Filmografía

### Cine
| Año  | Título                                | Papel            | Notas        |
| ---- | ------------------------------------- | ---------------- | ------------ |
| 2004 | Eurotrip                              | Fiona            | Aparición    |
| 2004 | Terramar                              | Tenar            |              |
| 2006 | Dream Princess                        | Princesa         | Cortometraje |
| 2007 | Partition                             | Naseem Khan      |              |
| 2009 | Street Fighter: The Legend of Chun-Li | Chun-Li          |              |
| 2011 | Vampire                               | Maria Lucas      |              |
| 2011 | Irvine Welsh's Ecstasy                | Heather Thompson |              |
| 2012 | Space Milkshake                       | Tilda            |              |
| 2017 | The Emissary                          | The Emissary     | Cortometraje |

### Televisión
| Año       | Título                 | Papel | Nota                                                                      |
| --------- | ---------------------- | --- | ------------------------------------------------------------------------- |
| 2001      | Blancanieves           | Blancanieves | Película para televisión; protagonista                                    |
| 2001-2005 | Edgemont               | Laurel Yeung |                                                                           |
| 2001-2008 | Smallville             | - Lana Lang - Louise McCallum (Episodio: "Relic") - Margaret Isobel Thoreaux (4 episodios) - Lana Luthor (10 episodios) | 158 episodios Rol principal; temporadas 1-7 Artista invitada; temporada 8 |
| 2004      | Earthsea               | Tenar | Miniserie                                                                 |
| 2010      | Ben Hur                | Tirzah | Miniserie                                                                 |
| 2010      | Chuck                  | Hannah | 4 episodios                                                               |
| 2012-2016 | Beauty & the Beast     | Catherine Chandler | Protagonista                                                              |
| 2018-2021 | Burden of Truth        | Joanna Chang / Hanley                                                                                                   | Protagonista / Productora ejecutiva                                       |
| 2021      | Ghostwriter            | Sarah Weaver | Temporada 2                                                               |
| 2022      | Reacher                | Charlene ‘Charlie’ Hubbell                                                                                              | Temporada 1 - 4 episodios                                                 |
| TBA       | Murder in a Small Town | Cassandra | Rol principal                                                             |

## Premios y nominaciones

### People's Choice
| Año  | Categoría                          | Trabajo nominado   | Resultado |
| ---- | ---------------------------------- | ------------------ | --------- |
| 2014 | Mejor actriz de Ciencia ficción TV | Beauty & the Beast | Ganadora  |

### Teen Choice Awards
| Año  | Categoría                          | Trabajo nominado   | Resultado |
| ---- | ---------------------------------- | ------------------ | --------- |
| 2014 | Mejor actriz de Ciencia ficción TV | Beauty & the Beast | Nominada  |